# Coppa Bessarabia 1941-1942
La Coppa Bessarabia del 1942 fu una manifestazione sostitutiva del campionato rumeno di calcio, sospeso per guerra, che fu organizzata dalla Federcalcio rumena per celebrare la riconquista della Bessarabia, da cui la denominazione del trofeo. Fu vinta dal Rapid Bucarest.

## Contesto storico
Nel giugno 1941 la Romania dichiarò guerra all'Unione Sovietica e invase la Bucovina e la Bessarabia, occupate l'anno precedente dall'Armata Rossa. Nell'autunno dello stesso anno la federazione calcistica si ritrovò quindi impossibilitata a far iniziare il campionato. Venne emesso un comunicato nel quale veniva istituita una coppa, denominata Cupa Besarabia (Coppa Bessarabia) da disputarsi su base regionale con finali nazionali a partire dalla primavera del 1942.

## Formula
Parteciparono 16 squadre che si incontrarono divise in un tabellone ad eliminazione diretta.

## Ottavi di finale
Gli incontri si sono disputati tra il 14 e il 17 maggio 1942.
| Squadra 1                 | Risultato | Squadra 2           |
| ------------------------- | --------- | ------------------- |
| FC Ploiești               | 4 - 2     | ACFR Brașov         |
| Astra Română Moreni       | 1 - 2     | Juventus București  |
| Arieșul Turda             | 1 - 9     | Universitatea Sibiu |
| UDR Reșița                | 0 - 1     | CFR Turnu-Severin   |
| FC Brăila                 | 3 - 4     | Rapid Bucarest      |
| Unirea Tricolor București | 2 - 1     | Gloria CFR Galați   |
| FC Craiova                | 3 - 0     | Gloria Arad         |
| Jiul Petroșani            | 3 - 0     | Mica Brad           |

## Quarti di finale
Gli incontri si sono disputati il 30 e il 31 maggio 1942
| Squadra 1           | Risultato | Squadra 2                 |
| ------------------- | --------- | ------------------------- |
| Juventus București  | 3 - 2     | FC Ploiești               |
| Rapid Bucarest      | 2 - 0     | Unirea Tricolor București |
| Universitatea Sibiu | 2 - 1     | FC Craiova                |
| CFR Turnu-Severin   | 3 - 0     | Jiul Petroșani            |

## Semifinali
Gli incontri si sono disputati il 7 giugno 1942.
| Squadra 1          | Risultato | Squadra 2           |
| ------------------ | --------- | ------------------- |
| Juventus București | 0 - 0     | CFR Turnu-Severin   |
| Rapid Bucarest     | 4 - 1     | Universitatea Sibiu |

## Finale
La finale venne disputata il 14 giugno 1942 a Bucarest.
| 14 giugno 1942 | Rapid Bucarest | 2 – 1 | CFR Turnu-Severin |  |